# Maestà di Ognissanti

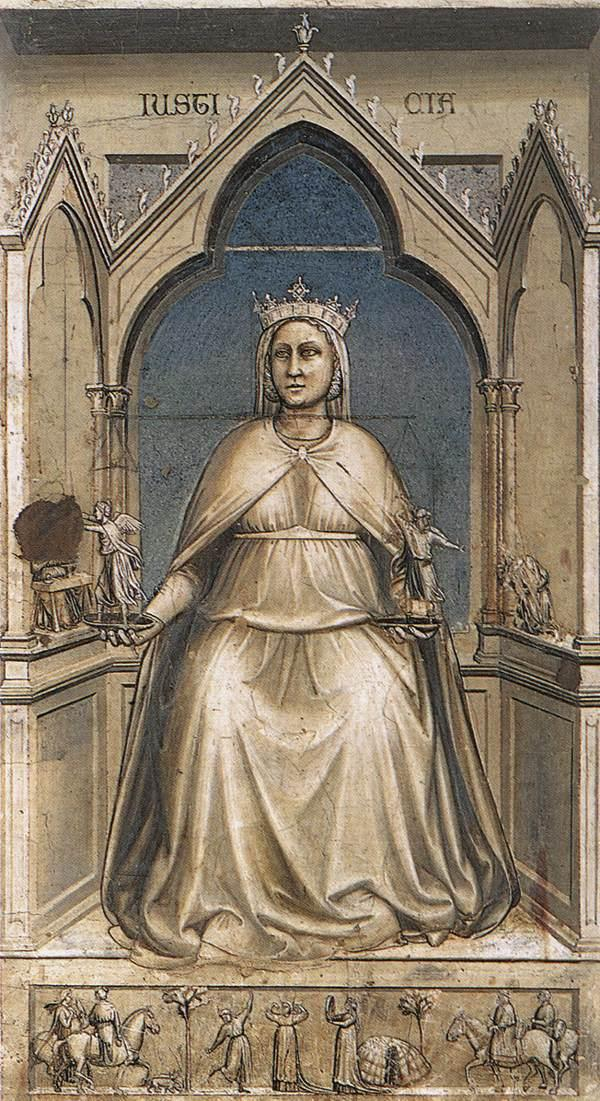
La Giustizia della Cappella degli Scrovegni, probabile precedente iconografico della Madonna di Ognissanti

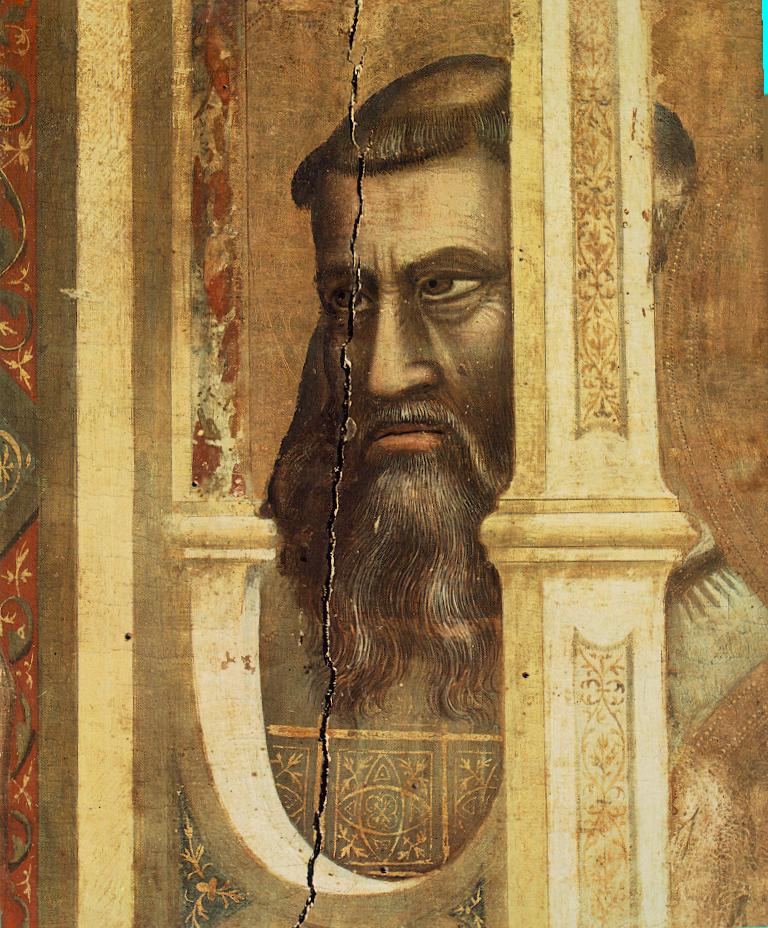
Dettaglio

La Madonna di Ognissanti è un dipinto a tempera e oro su tavola (335x229,5) di Giotto, databile al 1310circa e conservato agli Uffizi di Firenze, dove è scenograficamente collocato a poca distanza da analoghe pale di Cimabue (Maestà di Santa Trinita) e Duccio di Buoninsegna (Madonna Rucellai). Anticamente si trovava nella chiesa di Ognissanti a Firenze, da cui il nome.

## Storia
Questa pala venne probabilmente dipinta dal maestro al ritorno a Firenze dopo essere stato ad Assisi; altri critici la collocano a un'epoca un po' più tarda, dopo vari viaggi, verso il 1314-1315, dopo comunque gli affreschi della Cappella degli Scrovegni di Padova, quando era così noto da far scrivere a Dante la famosa menzione nella Divina Commedia (Purgatorio, XI, 94-96), in cui si cita, a proposito della transitorietà della fama, come quella di Giotto abbia ormai eclissato il maestro Cimabue. Nonostante i pareri contrastanti circa l'autografia, è ritenuta da tutta la critica capolavoro autografo di altissima qualità e di grande importanza nel percorso artistico dell'artista nonché nello sviluppo dell'iconografia della Maestà.
La prima menzione dell'opera risale al 1418 quando l'altare dove si trovava in Ognissanti, l'ultimo a destra, veniva ceduto a un tale Francesco di Benozzo. Il più antico riferimento a Giotto come autore della tavola si ha con Lorenzo Ghiberti, che nei Commentari descrisse una «tavola grandissima di Nostra Donna a sedere in una sedia con molti angeli intorno».
Una collocazione originaria così defilata è poco credibile, e probabilmente la tavola si doveva trovare in principio sul lato destro del tramezzo, la recinzione che prima del Concilio di Trento divideva nelle chiese la zona dei sacerdoti (il presbiterio) da quella dei fedeli, oppure su un altare ad esso accostato. Il Bambino benedicente infatti è voltato di tre quarti e con lo sguardo verso sinistra.
Nel 1810 la pala venne secolarizzata, togliendola dalla chiesa e destinandola ai depositi di dipinti che si andavano costituendo presso la Galleria dell'Accademia, passando nel 1919 agli Uffizi.

## Descrizione e stile
Il confronto con le opere precedenti dà un valido metro di come l'arte di Giotto si muovesse ormai verso un radicale rinnovamento della pittura, anche se non mancano stilemi arcaici come il fondo oro e le proporzioni gerarchiche, queste ultime dovute forse alla necessità di mostrare il maggior numero possibile di fedeli attorno alla Vergine. Il tema della Maestà è reinterpretato con grande originalità, incentrato sul recupero della spazialità tridimensionale degli antichi e sul superamento della frontalità bizantina.
La Madonna e il Bambino hanno un volume solido, ben sviluppato in plasticità, dal netto contrasto tra ombre e lumeggiature, molto più che nella vicina opera di Cimabue (la Maestà di Santa Trinita) di circa dieci anni anteriore. Il peso così terreno delle figure è evidenziato dalla gracilità delle strutture architettoniche del trono che è di gusto gotico francese con decorazioni di gusto geometrico alla base. Raffinati sono i colori, come il bianco madreperlaceo della veste, il blu di lapislazzuli del manto, il rosso intenso della fodera. Maria è una matrona che, in maniera del tutto originale, accenna quasi un sorriso, dischiudendo appena le labbra e mostrando da uno spiraglio i denti bianchi.
Le figure sono incorniciate da un raffinato trono cuspidato, creato secondo una prospettiva intuitiva ma efficace, che accentua la profondità spaziale, nonostante il fondo oro. Esso si ispira a Cimabue, ma ha anche una straordinaria somiglianza con quello della Giustizia della Cappella degli Scrovegni. Originalissima è poi la disposizione dei due santi nell'ultima fila, visibili solo attraverso il traforo del trono, che assomiglia a un trittico richiuso o a un ciborio ornato di incrostazioni marmoree.
Tutti gli sguardi degli angeli convergono verso il centro del dipinto, con l'innovativa rappresentazione di profilo di alcuni di essi, una posizione riservata solo alle figure sinistre (Giuda, i diavoli...) nell'arte bizantina. Essi hanno in mano doni per la Madonna: una corona, un cofanetto prezioso e vasi con gigli (simboli di purezza) e rose (fiore mariano): i vasi sono tra i primi esempi in ambito medievale di "natura morta", già sperimentata da Giotto nella Cappella degli Scrovegni.
A differenza delle opere più antiche, Giotto ricava uno spazio pittorico nel quale dispone con verosimiglianza gli angeli e i santi: essi sono ancora rigidamente simmetrici, ma non lievitano ormai più uno sull'altro, né sono appiattiti, ma si collocano con ordine uno dietro all'altro, ciascuno diversificato nella propria fisionomia, finemente umanizzata rivelando un'inedita attenzione al dato reale.
La tecnica pittorica è molto avanzata ed ha completamente sorpassato la schematica stesura tratteggiata del Duecento, preferendo una sfumatura delicata ma incisiva e regolare, che dà un volume nuovo alle figure. Il senso del volume ottenuto col chiaroscuro, le forme scultoree, quasi dilatate, e la semplificazione delle forme saranno il punto di partenza per le ricerche di Masaccio.

## AltreMaestà

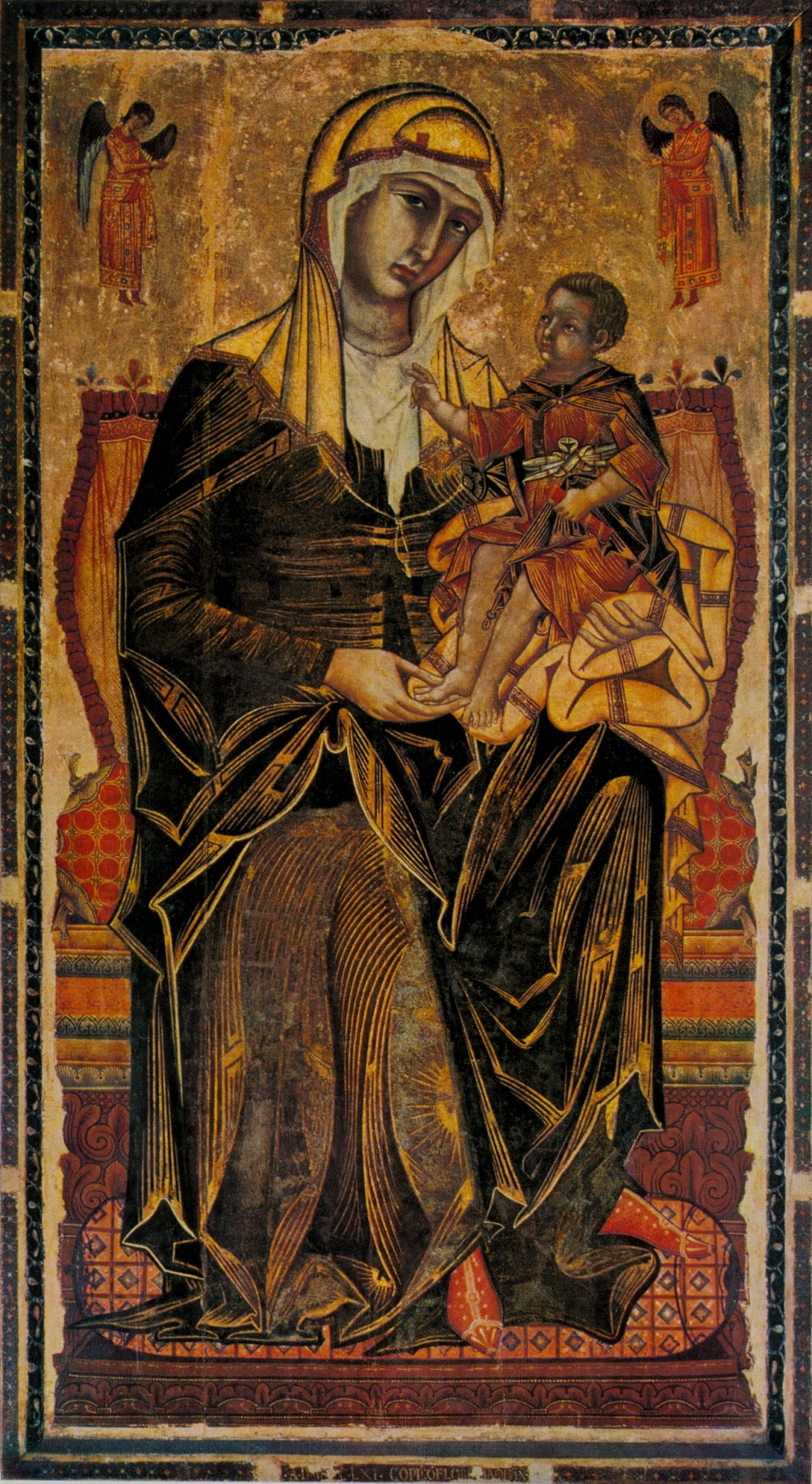
Coppo di Marcovaldo, Madonna del Bordone, 1261, chiesa dei Servi, Siena
Cimabue, Maestà, 1280 circa, già a Pisa, oggi al Louvre, Parigi
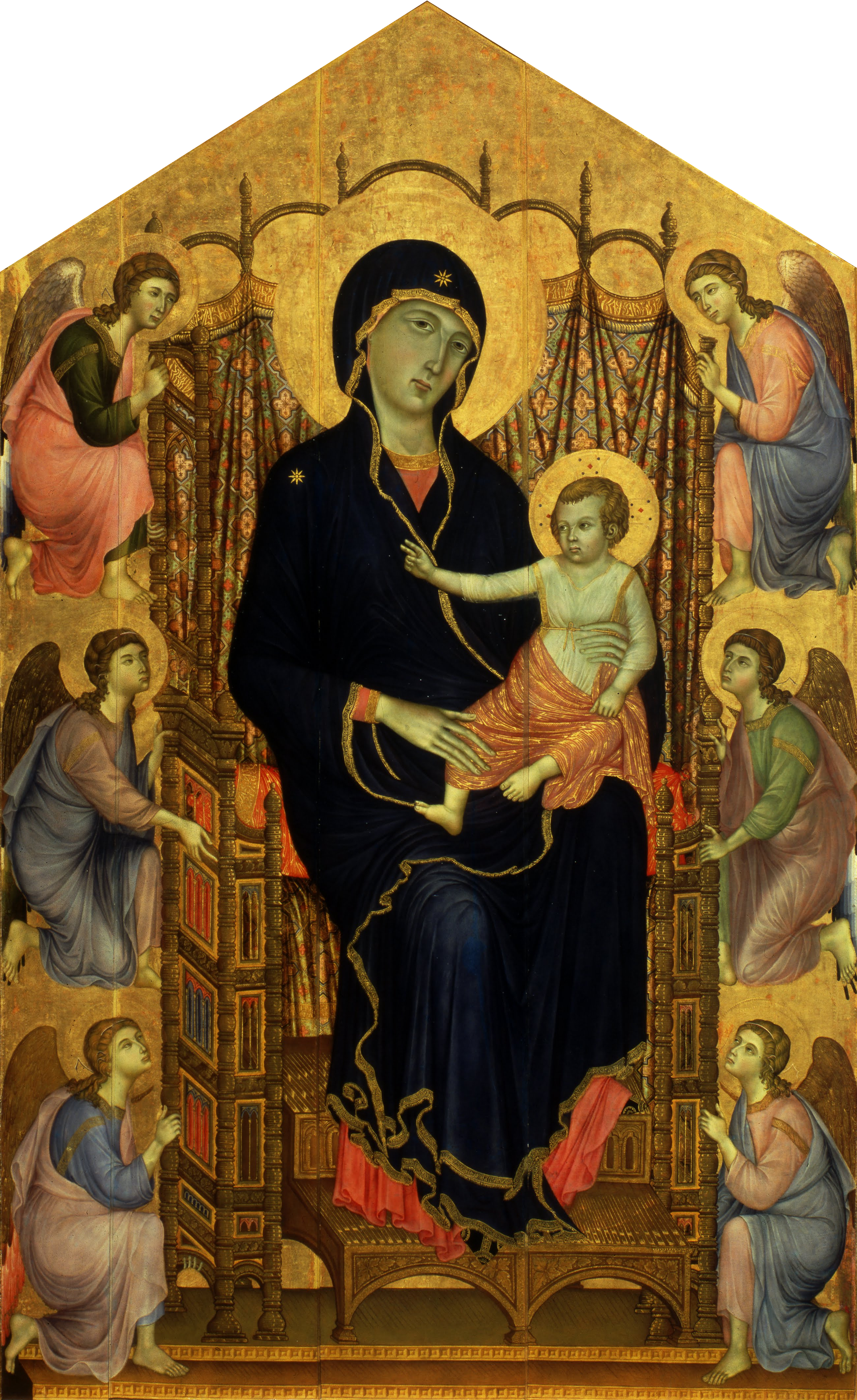
Duccio di Buoninsegna, Madonna Rucellai, 1285 circa, Uffizi, Firenze
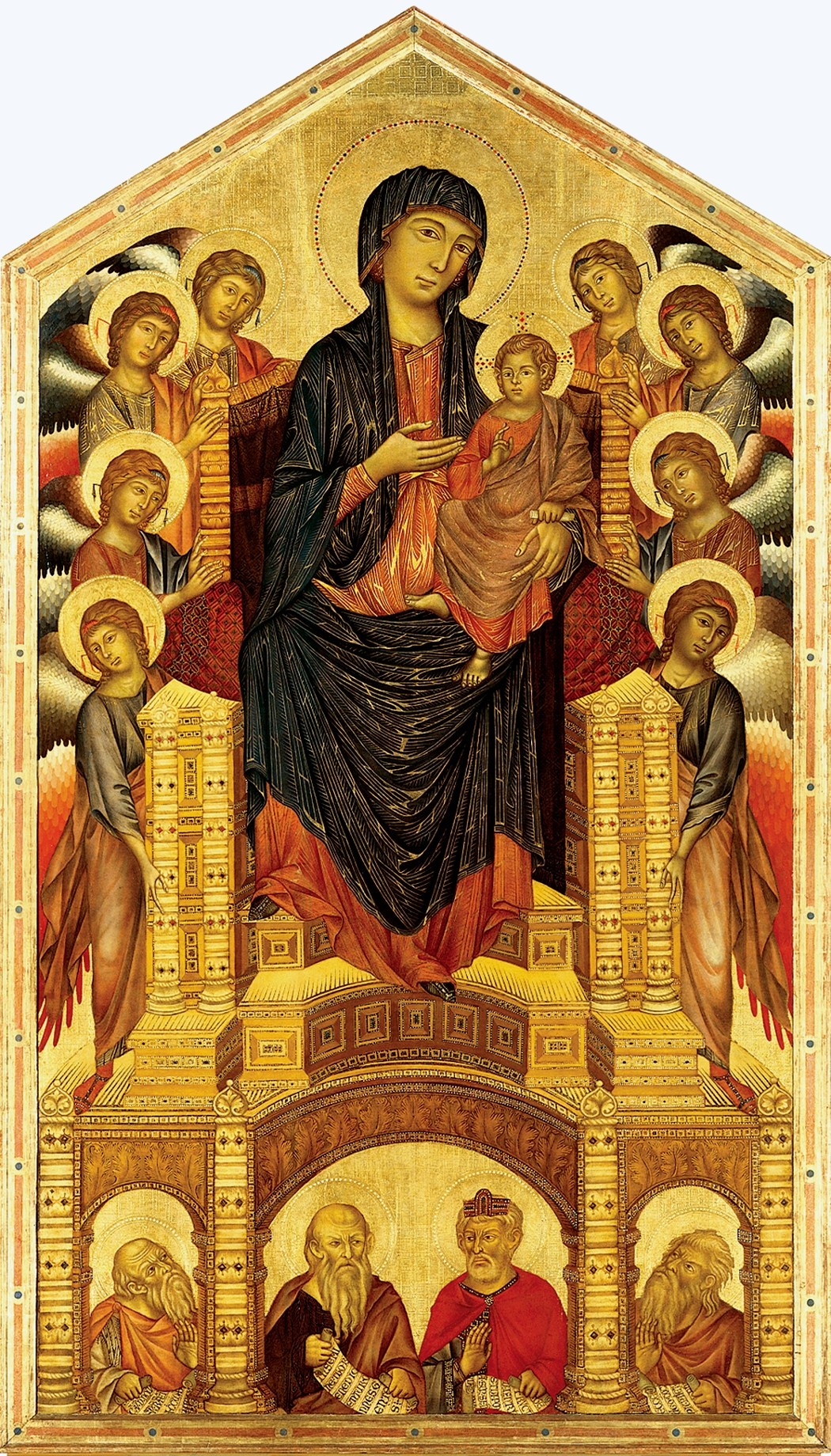
Cimabue, Maestà di Santa Trinita, 1280-1290 circa, Uffizi, Firenze